# Conradia
Conradia là một chi ốc biển rất nhỏ thuộc họ Conradiidae. 

## Các loài
Các loài trong chi Conradia bao gồm:
- Conradia abyssa Rubio & Rolán, 2017
- Conradia carinata Rubio & Rolán, 2020
- Conradia carinifera A. Adams, 1860
- Conradia cingulifera A. Adams, 1860
- Conradia clathrata A. Adams, 1860
- Conradia costriata Rubio & Rolán, 2020
- Conradia delicata Rubio & Rolán, 2020
- Conradia densa Rubio & Rolán, 2020
- Conradia depressa Rubio & Rolán, 2020
- Conradia discreta Rubio & Rolán, 2017
- Conradia dispersa Rubio & Rolán, 2020
- Conradia doliaris A. Adams, 1863
- Conradia edita Rubio & Rolán, 2020
- Conradia eutornisca (Melvill, 1918) (đồng nghĩa: Fossarus eutorniscus Melvill, 1918 ) [2]
- Conradia faceta Rubio & Rolán, 2020
- Conradia microsculpta Rubio & Rolán, 2020
- Conradia minicostae Rubio & Rolán, 2020
- Conradia minor Rubio & Rolán, 2017
- Conradia multicostae Rubio & Rolán, 2020
- Conradia museorum Rubio & Rolán, 2020
- Conradia paucicordata Rubio & Rolán, 2020
- Conradia perclathrata Sakurai, 1983
- Conradia perplexa Rubio & Rolán, 2020
- Conradia pluriapices Rubio & Rolán, 2020
- Conradia pulchella A. Adams, 1861
- Conradia pyrgula A. Adams, 1863
- Conradia sculpta Rubio & Rolán, 2020
- Conradia similiter Rubio & Rolán, 2020
- Conradia sulcifera A. Adams, 1863
- Conradia sursumnodosa Rubio & Rolán, 2020
- Conradia tornata A. Adams, 1863
- Conradia varia Rubio & Rolán, 2020

Loài được đưa vào đồng nghĩa
- Conradia minuta Golikov & Starobogatov, 1976 : đồng nghĩa của Fusitriton oregonensis (Redfield, 1846)